# Повелитель Океана (DC Comics)
Повелитель Океана (англ. Ocean Master), настоящее имя Орм Мариус (англ. Orm Marius) — вымышленный персонаж, суперзлодей, который появляется во вселенной DC Comics. Он сначала появился в комиксе Aquaman #29 (сентябрь 1966 года) и был создан Бобом Хани и Ником Карди.

## Вымышленная биография

### Докризисный
Орм Карри является сыном Тома Керри (отец Аквамена) и Мэри О’Салливан, а также единокровный брат Аквамена. Он вырос в тени своего героического брата и возмущался тем, что у него не было ни одной из способностей Аквамена, так как, он был на все сто процентов человеком. К этому времени, Орм был мелким преступником, которого поразила амнезия и, он забыл все о своей прежней жизни и впоследствии пропадает.
Несколько лет спустя, он появляется под именем Орм Мариус называя себя Повелитель Океана, пират с продвинутыми технологиями, который изначально нападал на суда, но пошел дальше и неоднократно пытался завоевать города. Однажды, Аквамен и Аквалэд были захвачены Повелителем Океана, но им в конечном счёте удаётся сбежать. Аквамен тогда не хотел вступать в бой против с Повелителя Океана так как узнал, кто скрывается за маской.
В его последующих появлениях, он думая, что Аквамен боялся его и тогда, Орм решил свергнуть Аквамена и узурпировать его трон. Неспособный находится под водой, он сделал специальный костюм и шлем, который позволил ему дышать под водой. Повелитель Океана вернул свою память, когда Мертвец овладел его телом и восстановил потерянные воспоминания Орма в комиксе Аквамен № 50 (март-апрель 1970 год), но несмотря на это, он продолжал строить заговоры против своего единокровного брата.

### После Кризиса
Происхождение Повелителя Океана изменилось после повторного переписывания Аквамена писателем Питером Дэвидом. Он ещё сводный брат Аквамена, но Аквамен больше не сын Томаса Карри, Орм теперь сын волшебника по имени Атлан (настоящий отец Аквамена) и женщины Инупиатки.
Он впервые появился в выпуски #3 мини-серии Aquaman: Time and Tide (февраль 1994). В котором было показано, что он спас девушку по имени Како от белого медведя. Её семья были традиционалистской, за исключением её двоюродного брата Орма, у которого не было времени для старые обычаи. Когда Како и Артур вступили в сексуальные отношения Орм напал на неё в приступе ревности. Хотя она выжила, она не помнит, что с ней произошло.
Орм появился как Повелитель Океана в следующем номере, события которого разворачиваются во время ранней карьеры Орина в качестве Аквамена и его правления над Атлантидой. В Докризисной непрерывности, Повелитель Океана желает заполучить трон Атлантиды, узнав, что его отец был волшебником Атлантов.
В сюжетной линии Underworld Unleashed, Повелитель Океана начал использовать мистические силы, после того как продал душу Нерон за могущественный трезубец, который давал ему огромную силу, но причинял страдания, если он будет отдалён от него. Благодаря своей новой силе, он покорил Дреминг-сити (Dreaming City). Он был найден Акваменом, который стремился объединить все племена Атлантиды. Аквамен убедил Повелителя Океана, что они были сводными братьями, однако это плохо сказалось на Орме.
После этого он ненадолго присоединился к команде Банды Несправедливости, которая была организована Лексом Лютором. Он также попытался ухудшить напряженные отношения между Атлантидой и поверхностной страной Сердия.

## Силы и способности
Изначально Повелитель Океана был простым человеком и не обладал какими-либо суперсилами. Позже, Орм стал обладать магической силой, которую может использовать для создания различных эффектов, включая магические удары и телепатию.
После заключения сделки с демоном по имени Нерон, Повелитель Океана теперь можно управлять ещё большем количеством магической энергии. Однако, ценой этого оказались ужасные шрамы на лице. Он получил трезубец, который является источником его силы. Если Повелитель Океана отдаляется от трезубца, он испытывает мучительную боль. Он также носит шлем, который позволяет ему дышать под водой, а также специальную защиту, которая защищает его от давления большой глубины и предоставляет защиту от физических атак.
Во вселенной New 52, было показано, что с помощью трезубца, он может управлять штормами, а шлем позволяет ему контролировать огромное количество воды (создавать цунами, водных смерчей и ряда других мощных эффектов). Также оказалось, что Орм способен дышать под водой, как и любой другой представитель Атлантов.

## Вне комиксов

### Телевидение
- Орм появляется в мультсериале «Лига справедливости», роль персонажа озвучил Ричард Грин. В воплощении, он не использует псевдоним «Повелитель Океана». Орм является Атлантом и членом королевского двора и когда он вышли на поверхность, он нанимает Дэдшота, чтобы убить Аквамена, в результате гибели Аквамена, он смог бы претендовать на трон. Он был в конечном счете побежден Акваменом и считается мертвым.
- Повелитель Океана появляется в мультсериале «Бэтмен: Отважный и смелый», роль персонажа озвучил Уоллес Лэнгэм. Орм возвратился в Атлантиду после того, как Аквамен даёт ему второй шанс. После того, как он предпринял попытку убийства Аквамена, которой мешает Бэтмен, Темный Рыцарь не верит в то, что Орм исправился. Позже, он работает с Чёрной Мантой, чтобы захватить Аквамена, и заполучить его трон.
- Повелитель Океана появляется в мультсериале «Юная Лига Справедливости», роль персонажа озвучил Роджер Крэйг Смит. Во время эпизода под названием «Дилема» показано, что Аквалэд привлек внимание Аквамена, помогая ему в сражении против Повелителя Океана, его настоящая личность не показана в данном эпизоде, но позже Принц Орм появляется и не проявляет видимых признаков враждебности к своему брату.

### Анимационные фильмы
- Повелитель Океана появляется в «Лига Справедливости: Парадокс источника конфликта», роль персонажа озвучил Джеймс Патрик Стюарт. Он помогает своему брату Аквамену в войне против Амазонок. В сцене на корабле, он сражается против Детстроука. Повелитель Океана убит в заключительном сражении с Амазонками.
- Повелитель Океана появляется в «Лига Справедливости: Война», роль персонажа озвучил Стивен Блум. Он появляется в сцене после титров на корабле Атлантов, держа тело своего короля и клянясь отомстить поверхностному миру за гибель морской флоры и фауны, которой он по ошибке считает, что это было неспровоцированное нападение, но в реальности, все это было вызвано вторжением Дарксайда.
- Повелитель Океана появляется в «Лига Справедливости: Трон Атлантиды», роль персонажа озвучил Сэм Уитвер[9]. В начале фильма, Орм и Чёрная Манта встречаются с королевой Атлантиды (мать Орма) и пытаются убедить её вступить в войну против поверхностного мира за разрушения, вызванные атакой Дарксайда. После того, как она отвергает их предложение, Орм говорит Чёрной Манте использовать ракеты (которые, раннее его люди выкрали из атомной подводной лодки) против Атлантиды, чтобы тем самым подставить поверхностный мир.

### Кино
- Повелитель Океана появился в фильме «Аквамен», роль персонажа исполнил Патрик Уилсон[10]. Является главным антагонистом фильма.
- Патрик Уилсон повторил роль Орма в фильме «Аквамен и потерянное царство»

### Видеоигры
- Повелитель Океана в игре «DC Universe Online».
- Повелитель Океана в игре «Injustice: Gods Among Us».
- Повелитель Океана в игре «Scribblenauts Unmasked: A DC Comics Adventure».